# Презіденті-Медічі (Мараньян)
Презіденті-Медічі (порт. Presidente Médici) — муніципалітет в Бразилії, входить до складу штату Мараньян. Є складовою частиною мезорегіону Захід штату Мараньян. Входить до економічно-статистичного мікрорегіону Піндаре. Населення становить 5143 чоловік (станом на 2006 рік). Займає площу 437,665 км².
| Бразилія | Це незавершена стаття з географії Бразилії. Ви можете допомогти проєкту, виправивши або дописавши її. |

1. 1 2 3 4 5  OpenStreetMap — 2004.